# Haematopota jiri
Haematopota jiri är en tvåvingeart som beskrevs av Chvala 1969. Haematopota jiri ingår i släktet Haematopota och familjen bromsar.
Artens utbredningsområde är Nepal. Inga underarter finns listade i Catalogue of Life.